# Войсковой манёвр

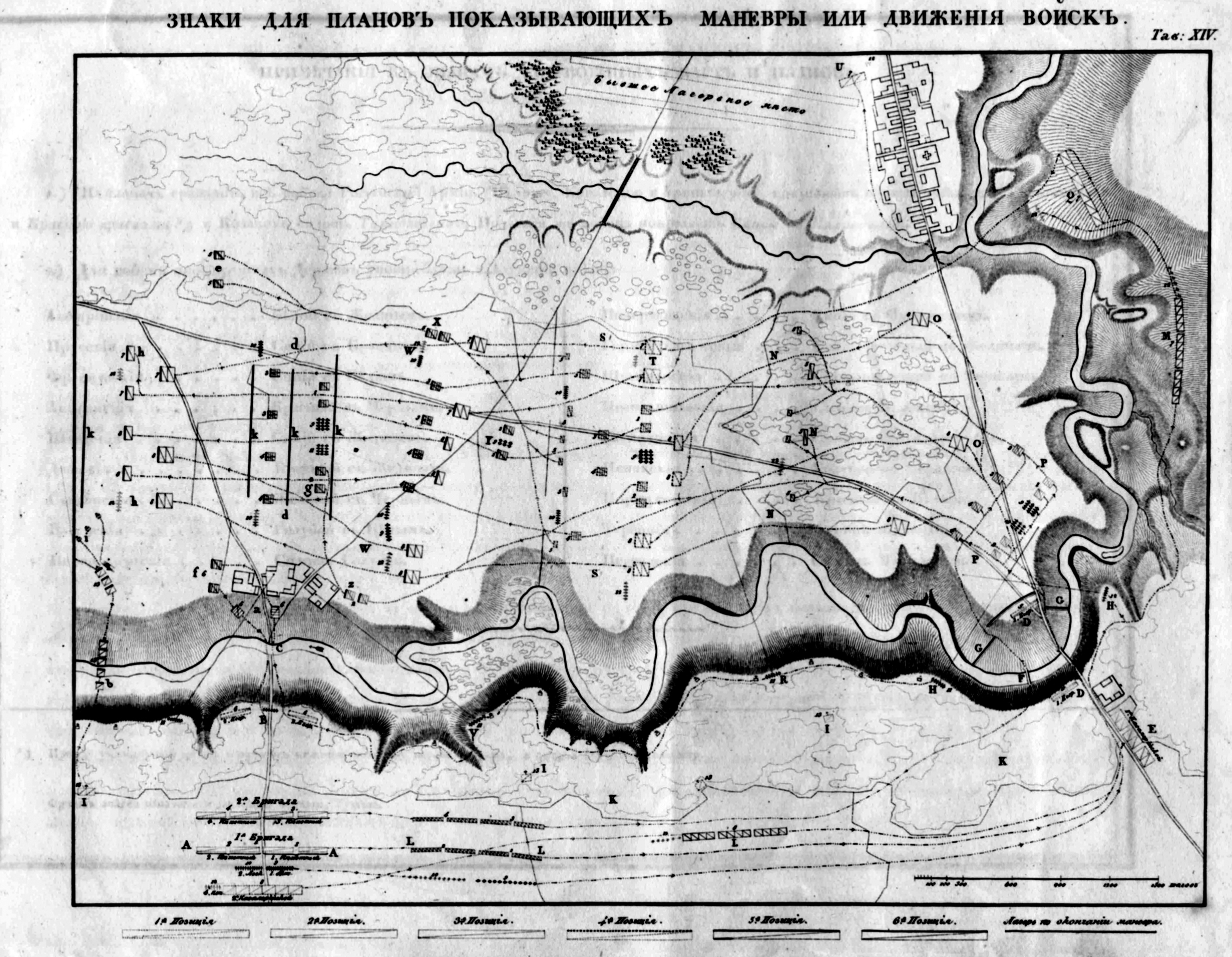
Условные знаки 1822 года «для планов, показывающих маневры или движения войск».

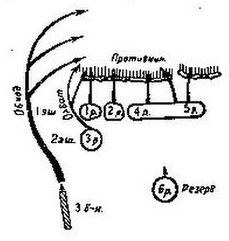
Схема манёвра из Большой советской энциклопедии, (1-е издание).

Схема манёвров в начальном этапе Грюнвальдской битвы в полдень, первое нападение на русско-литовское крыло и контрнаступление после уничтожения войск ордена.

Манёвр (фр. manœuvre — действие, операция), в военном деле — организованное передвижение войск (сил) в ходе выполнения боевой задачи в целях занятия выгодного положения по отношению к противнику и создания необходимой группировки войск (сил) и средств, а также переноса или перенацеливания (массирования, распределения) ударов и огня для наиболее эффективного поражения группировок и объектов противника.

## История
«Всякому маневру отвечает свой контрманевр, лишь бы минута не была упущена»
Манёвр осуществляется объединениями, соединениями, частями, подразделениями, силами и средствами, ударами и огнём. Видами манёвра являются: охват, обход, смена района (позиций).
Манёвр ударами и огнём заключается в одновременном или последовательном массировании (сосредоточении) по важнейшим объектам противника или в распределении для поражения нескольких объектов, а также в перенацеливании их на новые объекты.
Следует выделять манёвр на Театрах войны и военных действий (оперативно-стратегический) и манёвр на поле боя (тактический). Манёвр на театре военных действий до XIX века принимал форму марш-манёвра, с появлением железных дорог стал применяться железнодорожный манёвр.
Весь смысл маневрирования на театре войны состоит в том, чтобы поставить свои войска и силы в положение, наиболее выгодное для вызова неприятеля на бой, а на поле самого боя — для нанесения армии противника сокрушающего удара. 
Между тем, военная история дает нам целые эпохи «маневромании», когда армии, старательно уклоняясь от боя, стремились вынудить противника признать себя побеждённым одними движениями, рассчитанными, главным образом, на угрозу флангам и тылу противника (его запасам, источникам пополнения и сообщениям). Подобный способ действий затягивал войны конца XVII века и первой половины XVIII века и делал их нерешительными. 
Степень трудности маневрирования возрастала по мере совершенствования оружия и увеличения численности армий. До распространения нарезного оружия в середине XIX века войска наступающего начинали развертывание для боя из походных колонн в близком расстоянии от противника, а слабая действительность огня позволяла применять густые и глубокие сосредоточенные порядки, которые требовали мало места и делали развертывание для боя узким по фронту. 
С распространением нарезного оружия тактика вынуждена была постепенно перейти к новым формам развертывания, приноровленным, с одной стороны, к широкому активному использованию огня, а с другой — к обеспечению войск от потерь, начиная с более удалённых дистанций, вдвое превосходящих расстояния эпохи гладкоствольного оружия. К началу XX века боевое маневрирование начиналось издалека и заключалось в постепенном переходе из общих глубоких колонн в более мелкие, удалённые друг от друга на интервалы, отвечающие их фронтам развертывания.
Наиболее манёвренным родом войск до XX века была кавалерия. В XX веке появились манёвренные броневые силы, позже танковые войска и мотопехота. 
Во время Первой мировой войны и Второй мировой войны процесс наступления подразделялся на две фазы: прорыв и действия войск в тактической и оперативной глубине обороны противника. При прорыве обороны противника войска вынуждены были продвигаться в плотных, компактных построениях и наносить преимущественно фронтальные удары, поскольку совершение охватов и обходов при преодолении сплошной позиционной  обороны противника было невозможно. При действиях же в тактической и оперативной глубине возможности для осуществления манёвра существенно возрастали, поскольку наступающим формированиям обычно противостояла лишь очаговая оборона противника и, используя промежутки в его боевом построении, они широко применяли обходы, охваты и манёвр на окружение противника.
В современных  условиях, как показывает опыт локальных войн, снижается значение прорыва. Это связано, в частности, с тем, что из-за внезапности  развязывания  войны обороняющаяся сторона обычно сразу попадает в тяжёлые условия и в ряде случаев не успевает даже занять заранее подготовленные позиции. Поэтому наступление, как это было во время, например, Шестидневной войны 1967 года, Войны судного дня 1973 года, Ливанской войны 1982 года, операции «Буря в пустыне» в 1991 году, вторжения коалиционных сил в Ирак в 2003 году начиналось не с прорыва, а с манёвренных действий — глубоких и стремительных рейдов танковых и механизированных группировок в сочетании с охватами, обходами и высадкой в тыл противнику воздушных десантов.